# 眞庭美和
眞庭 美和（まにわ みわ、1993年2月19日 - ）は、日本の舞台女優。ノアノオモチャバコ所属。

## 人物
- 趣味は飲み会。
- 将来の夢は魔法使い。

## 出演作品

### 舞台
- ポムカンパニー企画公演「キクトコvol.1 『点とシグナル』」（2017年4月12日 - 16日、新宿シアターブラッツ）
- ノアノオモチャバコ「有川さんと10人くらいの美女?たち」（2018年3月16日 - 18日、下北沢駅前劇場）
- aoi labo 5 from ノアノオモチャバコ「5カイ-いない、いない、ばぁ-」（2018年5月9日 - 13日、下北沢小劇場楽園）
- 舞台版『あいたま』東京再演（2018年6月13日 - 17日、恵比寿エコー劇場）
- ラテはおいしいミルクのこと① 『もくもく 〜中短編詰め合わせパック』 （2018年10月6日 - 8日、阿佐ヶ谷アートスペースプロット）
- ノアノオモチャバコ 『エネミー×エネミー』（2018年11月14日 - 11月18日、中野HOPE／2018年11月23 - 25日、七ツ寺共同スタジオ）
- 青色遊船まもなく出航 『迷路みたい』（2019年1月31日 - 2月3日、花まる学習会王子小劇場）
- ポムカンパニー企画公演 キクトコvol.2 『ソラと鼓動の聞こえる距離』（2019年2月14日 - 18日、新宿シアターブラッツ）
- 演劇集団笹塚放課後クラブ 第七回公演『僕の東京日記』（2019年5月16日 - 19日、大塚 萬劇場）
- ノアノオモチャバコ 『ノア版 ワーニャオジサン』（2019年11月21日 - 24日、下北沢駅前劇場／11月29日 - 2019年12月1日、名古屋ナンジャーレ）
- 第4回新宿演劇祭参加公演「車イスと青い空」（2020年2月8日、新宿文化センター小ホール）
- 武石有賀共同プロデュース公演『DADDY』（2020年7月29日 - 8月3日、両国エアースタジオ）
- ノアノオモチャバコPresents『のがもの前とその後に。もしくはこれからの僕らのこと』（2020年11月4日 - 8日、中野テアトルBONBON）
- しむじゃっくの楽しい1ヶ月 4週目『誰も死なない』（2021年5月20日 - 23日、新中野ワニズホール）
- えすたしおん22夏公演『華麗なる家路』（2022年7月30日 - 8月7日、池袋シアターKASSAI）
- ノアノオモチャバコ『コノマチノナマエハ?』（2022年10月26日 - 30日、中野テアトルBONBON）
- わんるーむてぃあどろっぷ『ワンルームでつかまえて』（2022年11月12日 - 13日、高円寺カフェプロセニアム【本館】）
- AyK『秘蜜酒場』（2022年12月28日 - 31日、Performing Gallary&Cafe絵空箱） - ルカ 役
- 少女蘇生復帰公演『彼岸花の眠る場所』（2023年3月1日 - 5日、池袋BASE THEATER）
- ヅカ★ガール「卍珠沙華」（2023年3月22日 - 26日、兎亭） - お梅 役
- ヅカ★ガール 10周年公演「蛇姫花伝」剣チーム（2023年10月18日 - 22日、シアターグリーン BIG TREE THEATER） - 弥剣ヶ峰咲耶 役[2]
- あきた朗読おとぎ芝居（2024年4月12日 - 14日、由利本荘市文化交流館 カダーレ）[3]
- OKAMI企画×生駒里奈 秋田で育てる演劇プロジェクト『辰子姫 弐』（2024年8月3日・4日、劇場MOMO／8月9日・10日、coffee&gallery zawazawa／8月11日、仙北市民会館ホール）[4]
- ノアノオモチャバコ『ノア版 さくらんぼ畑』（2024年10月23日 - 27日、劇場HOPE／11月3日・4日、旧松倉家住宅 米蔵）[5]

### 映像
- 【ProduceUnit 少女蘇生/ふるえる心臓は恋を知る】「一番星が光る部屋で」（2022年2月14日 - 3月14日）
- 青色遊船 ステージムービー「廻る12」（2022年2月 - 3月31日）
- ノアノオモチャバコpresents『ノア版 アンダーグラウンド』（2022年4月27日 - 5月1日）

### 吹き替え
- ｢アンダー・ザ・シー~ぼくたち海底王国パトロール隊~｣ - マリア 役

### その他
- RPG RESTAURANT 2021
- 【WARM-UP】湘南ベルマーレ× GATARI　コロナ禍における「サッカーの新たな観戦価値の提供」